# Assembleia Nacional da Bielorrússia
A Assembleia Nacional da República da Bielorrússia (em bielorrusso:  Нацыянальны сход Рэспублікі Беларусь; em russo:  Национальное собрание Республики Беларусь) é o parlamento bicameral da Bielorrússia. A assembleia é composta por duas câmaras, o Conselho da República (câmara alta) com 64 assentos, e a Câmara dos Representantes, (câmara baixa) com 110 assentos. Embora cada câmara tenha suas responsabilidades específicas, ambas têm a capacidade de vetar decretos das administrações locais que desrespeitem a constituição da Bielorrússia.
As câmaras da Assembleia Nacional são convocadas durante duas temporadas regulares anualmente: a primeira sessão é inaugurada em 2 de outubro, a sua duração não pode ter mais de 80 dias; a segunda é aberta em 2 de abril, e não dura mais que 90 dias.
A Casa dos Representantes e o Conselho da República podem ser convocadas para uma sessão extraordinária; estas sessões são realizadas para abordar determinado assunto, a partir da iniciativa do Presidente da República da Bielorrússia, ou a pedido de uma maioria de pelo menos dois terços do total de membros das duas câmaras.
Qualquer decreto deve ser considerado inicialmente pela Casa dos Representantes, e posteriormente pelo Conselho da República. De acordo com a constituição, qualquer decreto que tenha impacto sobre o orçamento estatal deve ser aprovado pelo presidente ou pelo governo antes de ser votado. Referendos nacionais podem ser convocados pela Assembleia Nacional, bem como pelo presidente ou por 450.000 cidadãos.
Sucedeu o Conselho Supremo da Bielorrússia, dissolvido em 1996.

## Composição atual
| Partido | Partido                                   | Partido                           | Ideologia      | Espectro         | Membros  |
| ------- | ----------------------------------------- | --------------------------------- | -------------- | ---------------- | -------- |
|         |                                           | Belaya Rus                        | Pró-Lukashenko | Pega-tudo        | 68 / 110 |
|         | Outros Independentes                      | Pró-Lukashenko                    | Pega-tudo      | 21 / 110         |          |
|         | Independentes                             | Pró-Lukashenko                    | Pega-tudo      | 89 / 110         |          |
|         |                                           |                                   |                |                  |          |
|         |                                           | Partido Comunista da Bielorrússia | Comunismo      | Extrema-esquerda | 11 / 110 |
|         | Partido Republicano do Trabalho e Justiça | Socialismo                        | Esquerda       | 6 / 110          |          |
|         | Partido Patriótico Bielorrusso            | Socialismo                        | Esquerda       | 2 / 110          |          |
|         | Partido Agrário                           | Socialismo agrário                | Esquerda       | 1 / 110          |          |
|         | Partido Liberal Democrata da Bielorrússia | Populismo de direita              | Direita        | 1 / 110          |          |